# Mark Bunn
Mark John Bunn (ur. 16 listopada 1984 w Camden, Londyn) – angielski piłkarz występujący na pozycji bramkarza w Aston Villi.